# L'impero degli indifesi
L'impero degli indifesi (in originale lingua inglese, Naked Empire) è l'ottavo volume della serie fantasy epico de La spada della verità, pubblicata da Fanucci, dello scrittore statunitense Terry Goodkind; è anche il quarto libro della saga uscito in volume unico anche in Italia. Nell'edizione economica è uscito col titolo La Spada della Verità - Volume 8.

## Trama
Richard e le persone assieme a lui sono nel Vecchio Mondo, ma il viaggio viene interrotto dal mago Nicholas. Egli è capace di rapire l'anima delle persone e sfruttarle per impossessarsi del corpo degli animali. Inoltre la situazione è aggravata anche dall'avvelenamento di Richard da parte di Owen, uno membro del popolo di Bandakar.
Lo scopo di Owen era costringerlo ad aiutarlo nella difesa del suo territorio. Richard riesce così ad apprendere molte cose riguardo ai bandakariani, come per esempio che sono tutti simili a sua sorella Jennsen, ovvero persone totalmente prive di magia. Essi sono tutti discendenti della casata dei Rahl e sono stati confinati in quella zona del Vecchio Mondo perché con la loro presenza avrebbero pregiudicato l'esistenza stessa della magia nel mondo. Fu il mago Kaja-Rang a confinarli, non per la loro condizione innata ma per la loro dottrina che professava un pacifismo assoluto, e loro ne conservano un'enorme statua di pietra che reca scritta l'Ottava regola del mago. Arrivano anche la priora Ann e Nathan per aiutarlo ed insieme a loro, ed ai ribelli tra i bandakariani, Richard sconfigge i soldati dell'Ordine Imperiale lì presenti. Uccide con un abile inganno anche Nicholas, visto che l'antidoto è andato distrutto riesce a crearsene uno autonomamente.
Intanto il nonno Zedd ed Adie sono stati catturati al Mastio del Mago e vengono sfruttati per studiare e catalogare le potenti magie presenti nella dimora ancestrale dei maghi. Tra di esse Zedd ne trova una che utilizza per fuggire assieme al capitano Zimmer dell'esercito d'hariano. Una volta liberi dal pericolo si dividono in due gruppi, uno formato da Adie e gli uomini di Zimmer che liberano i prigionieri dell'Ordine Imperiale, l'altro formato da Chase, Rachel e Zedd che si riprendono il Mastio.

## Personaggi
- Richard Rahl
- Kahlan Amnell
- Cara
- Jennsen Rahl
- Tom
- Nicholas il Penetrante
- Zeddicus Zu'l Zorander
- Adie
- Nathan Rahl
- Priora Annalina
- Sorella Verna
- Rikka
- Imperatore Jagang
- Chase
- Rachel
- Owen
- Friedrich

## Ottava regola del mago
In questo volume scopriamo l'Ottava Regola del Mago: 

## Edizioni
- Terry Goodkind, L'impero degli indifesi, traduzione di Nicola Gianni, I ed., Fanucci, 2005,  pp. 543, cap. 67.
- La spada della verità - Volume 8, Fanucci Tif Extra, 2 ed., 2011, Cap. 66, pp. 544